# Palacio Sans Souci (San Fernando)
El palacio Sans Souci (del francés, «sin preocupaciones») es un edificio neoclásico francés, ubicado en la localidad de San Fernando, provincia de Buenos Aires, Argentina. Fue construido entre 1914 y 1918 siendo obra del arquitecto francés René Sergent por pedido de Carlos María de Alvear —nieto del militar independentista homónimo—, familia que poseyó la propiedad durante gran parte de su historia.
La construcción se mantiene como una muestra arquitectónica de los años de belle époque en la Argentina. Por otro lado, poseía jardines que se extendían a nueve hectáreas, con vista panorámica a la confluencia de los ríos Luján y el de la Plata, hoy mantenidos parcialmente, y que fueron obra del paisajista franco-argentino Carlos Thays.

## Historia y construcción

### Familia Alvear
La familia Alvear tiene sus orígenes en la época colonial de la Argentina, y desde entonces han representado un fuerte poderío político y económico. Carlos María de Alvear, cuyo abuelo se había destacado en la guerra de la independencia y la guerra del Brasil, apenas casado con Mercedes Elortondo deciden la construcción de la residencia para uso conyugal, y viajan a París a buscar a algún arquitecto para el proyecto. El mismo finalmente recae en René Sergent, quien ya era reconocido en su país y en otros por sus obras, quien diseña los planos y los envía en 1911, sin llegar a pisar jamás el país en toda su vida.
La piedra fundamental se coloca en 1914, comenzando, entonces, su construcción bajo la dirección de los ingenieros argentinos Eduardo Lanús y Pablo Hary. La elección del lugar en la localidad bonaerense de Victoria, partido de San Fernando, se debía a que la era una zona apreciada por su cercanía con distintos ríos, y que especialmente donde se construiría la propiedad por su proximidad a la costa del río Luján, se podría ver la curva donde confluye con el Río de la Plata, gracias a las estriaciones del sistema de Tandilia y Ventania próximas a formar la ribera del mencionado Luján. El proyectó finalizó rápidamente, si se tiene en cuenta que la Primera Guerra Mundial en Europa había estallado cuando comenzó el proyecto, y sus materiales provenían de diversos países europeos, entre los que se cuentan mármoles, productos de ebanistería y espejos de Francia, Suiza e Italia. Mientras que los pisos, en su gran mayoría, son de roble de Eslavonia.
A su inauguración tenía 24 habitaciones, distintos salones, dependencias para el personal doméstico y salas de juegos y baile, incluso una capilla —aún mantenida—. A ello se le sumaba la belleza paisajística de Thays, que diseñó el mismo con estilo ecléctico, sumando formas clásicas y libres, con topiarios de juníperos y laurentinos que formaban conos y setos, espejos de agua y estatuas. En su entrada posee araucarias, especie nativa, en forma semicircular.
La familia Alvear la poseyó hasta 1928, cuando su último propietario Diego de Alvear, falleció sin dejar descendencia directa, legando por testamento la propiedad a la Iglesia católica. La arquidiócesis de Buenos Aires pasó a hacerse cargo de la propiedad, destinándola como vivienda del cardenal Santiago Luis Copello, arzobispo de Buenos Aires, quien habitó la misma hasta su muerte en 1967. Ya para entonces se encontraba en un importante deterioro producto de su costosa manutención y la arquidiócesis había dispuesto vender la propiedad para demolerla para algún proyecto inmobiliario.

### Familia Durini
Ante el deterioro de la propiedad y su posible demolición, a partir de la década de 1960 los hermanos Hugo y Eduardo Durini, que se dedicaban a la restauración de obras de arte y al mecenazgo, y comienzan las gestiones para adquirir la misma, lográndolo para principios de la década de 1970. Tenían la idea de reconvertir la propiedad en un hotel de lujo, además de restaurante, aprovechando que en esa década el país albergaría la Copa Mundial de Fútbol de 1978. La falta de crédito y las sucesivas crisis impidieron que ello fuese posible, y la restauración comenzó de manera flemática a cargo de María Josefina Barra de Durini, y luego su hija María Victoria. La familia Durini y Barra se encargaron de devolverle el esplendor, habitándola desde entonces abocados a la tarea. Por otro lado, poseían una importante colección de arte decorativo que les sirvió para dotar nuevamente a la propiedad de la misma, puesto que se había perdido con el paso del tiempo. Asimismo, intentaron recuperar de la familia Alvear parte de la decoración y mobiliario original. Sin embargo, el jardín ya se había reducido a dos hectáreas.
Se formó una sociedad anónima que es la que restauró y remodeló el palacio. Las reformas emprendidas buscaron modernizar el palacio sin dañarlo, para que se ajuste a las comodidades modernas. Un ala del palacio se transformó en grandes departamentos, que son utilizados como residencias y alquiler temporal. Por otra parte, cuenta con un restaurante y una sala de té.

## Locación cinematográfica y eventos
Es una locación cinematográfica utilizada de manera habitual por diversas productoras, tanto nacionales como extranjera. Entre los filmes que se rodaron en ella se cuentan, por ejemplo, las estadounidense Evita de 1966, The Informers o la multinacional Tango desnudo, entre otras. Algunas producciones televisivas que la han utilizado como locación son las series Las Estrellas, Argentina, tierra de amor y venganza, Diciembre 2001.
Por otra parte, es utilizado para la filmación de comerciales de productos de lujo y belleza, como presentaciones de ese estilo, lo cual es destacado por la Cámara Franco Argentina de Comercio e Industria, que lo considera un símbolo del legado francés en la Argentina. Además de este tipo de eventos, es alquilado para bodas de importantes celebridades, siendo la más recordada la celebrada entre la modelo Carolina «Pampita» Ardohain y el político y empresario Roberto García Moritán en 2019.

## Galería de imágenes

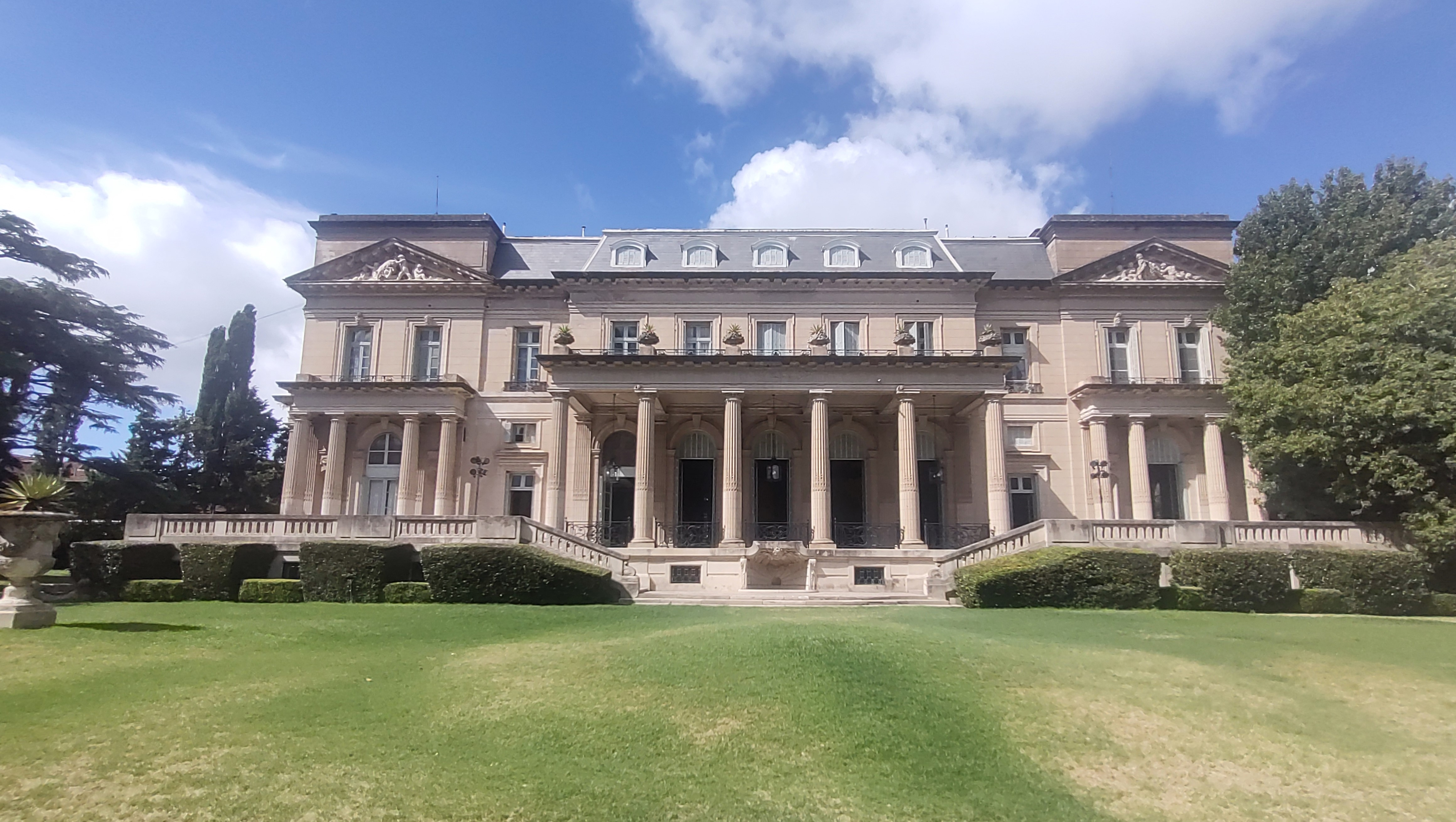
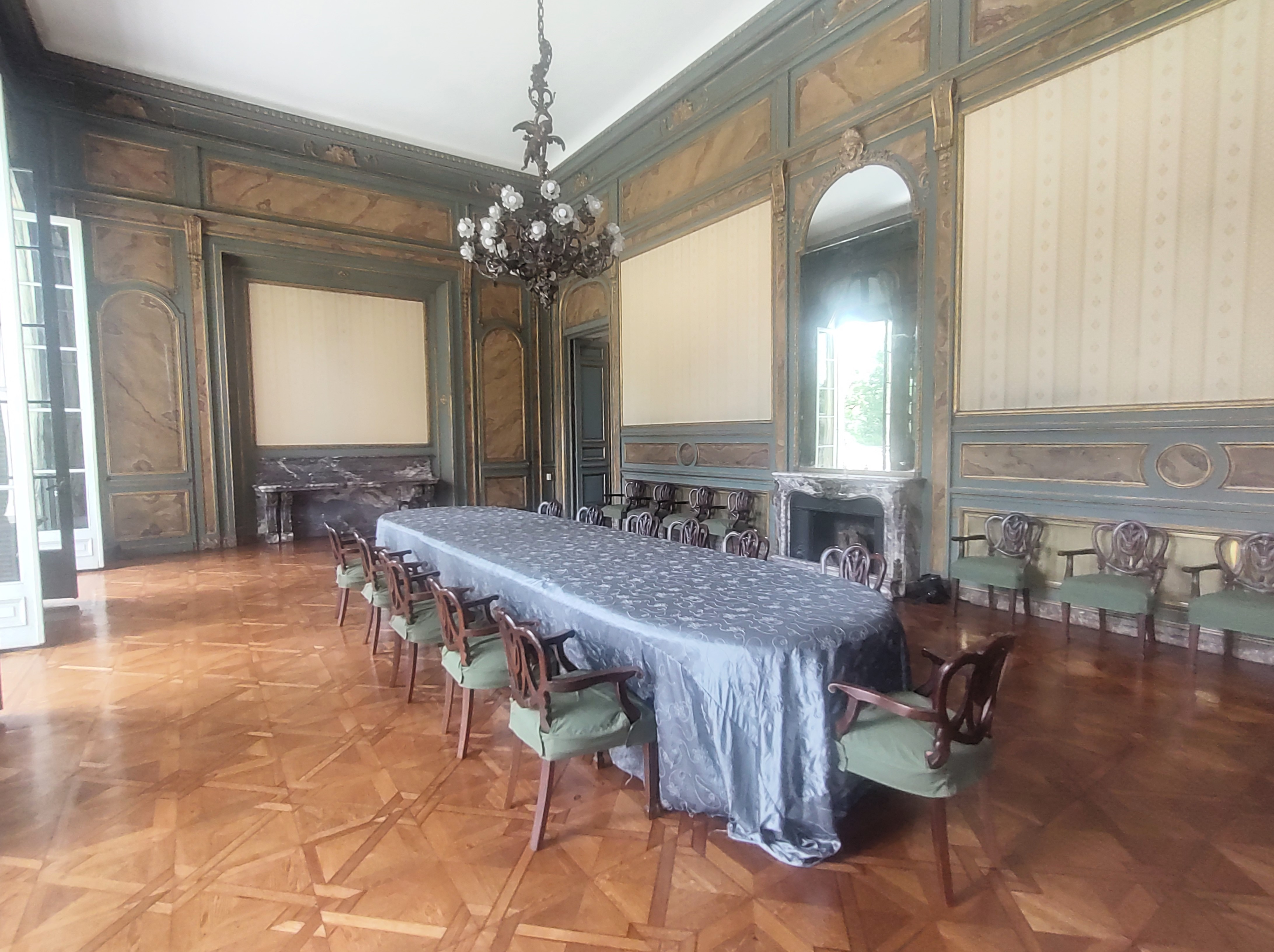
Salón de reuniones
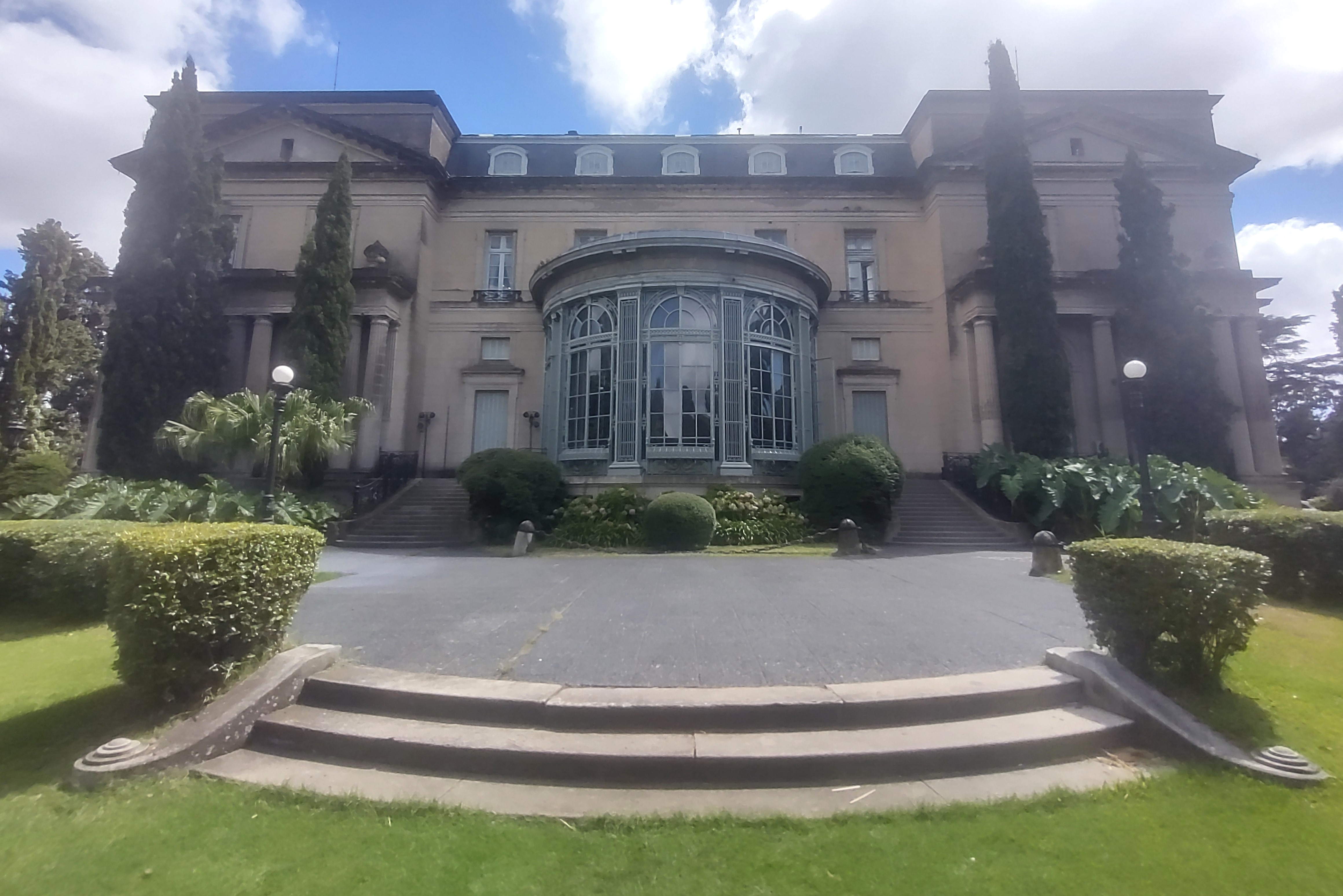
Jardín de invierno
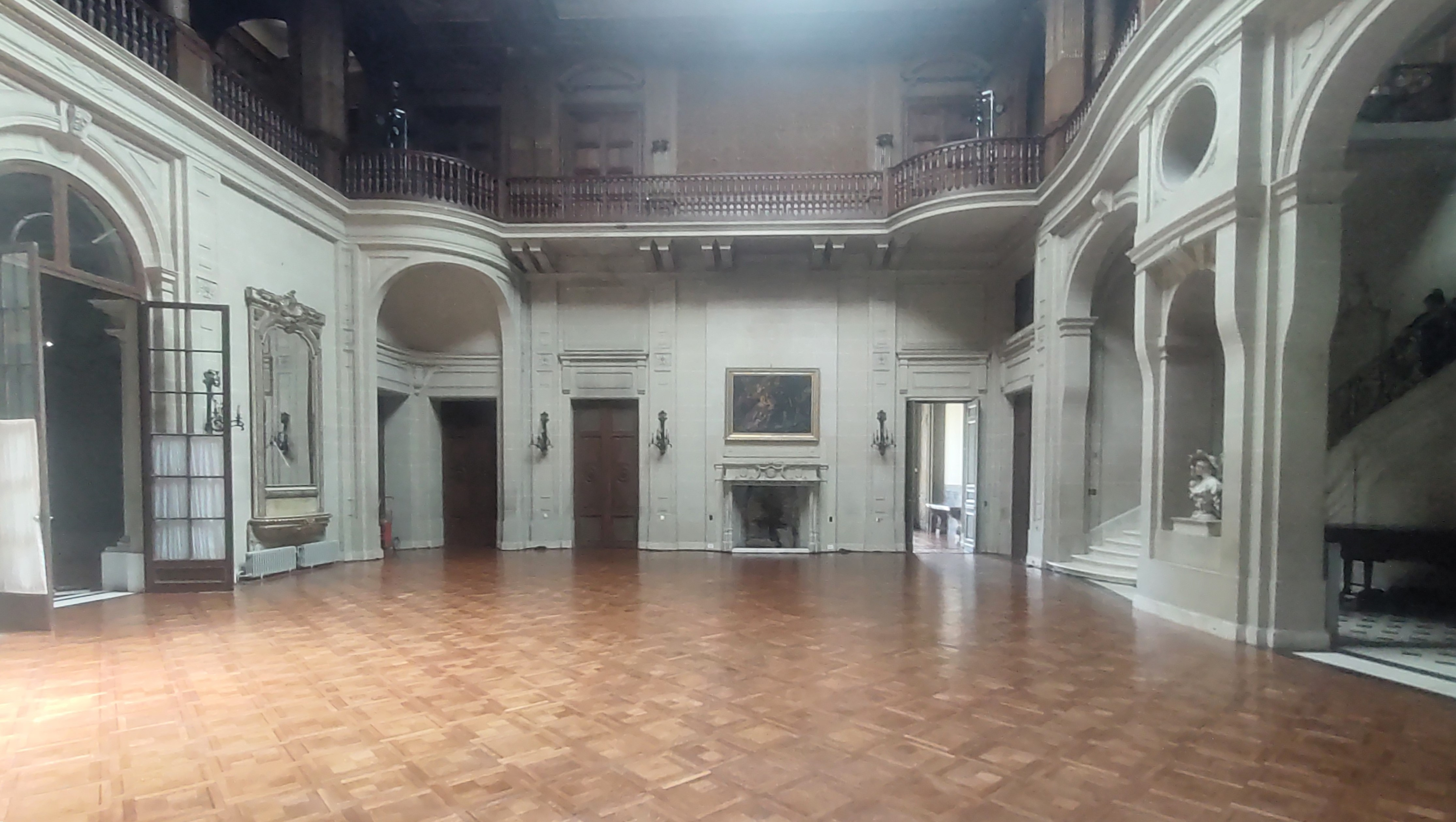
Salón principal
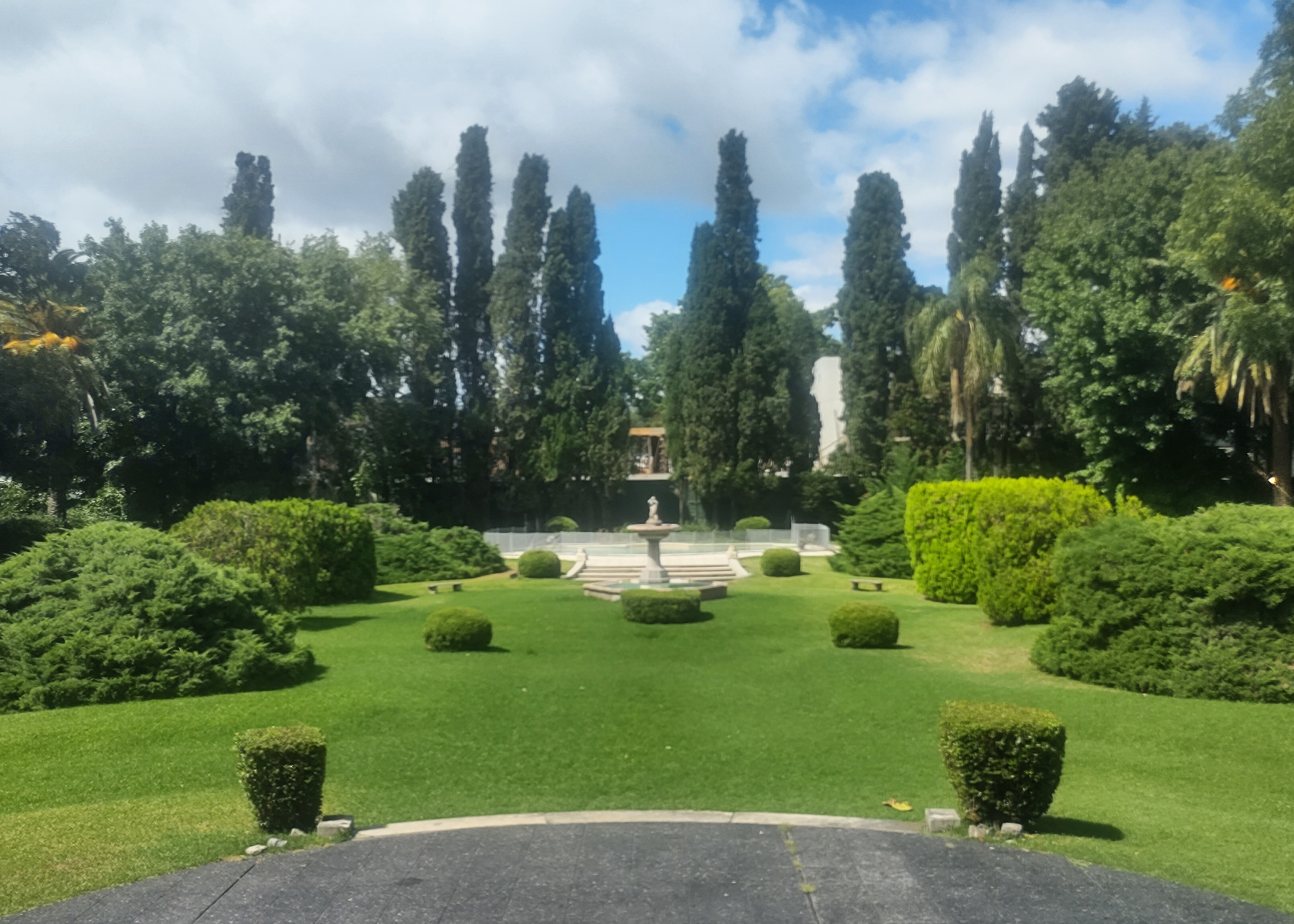
Jardín
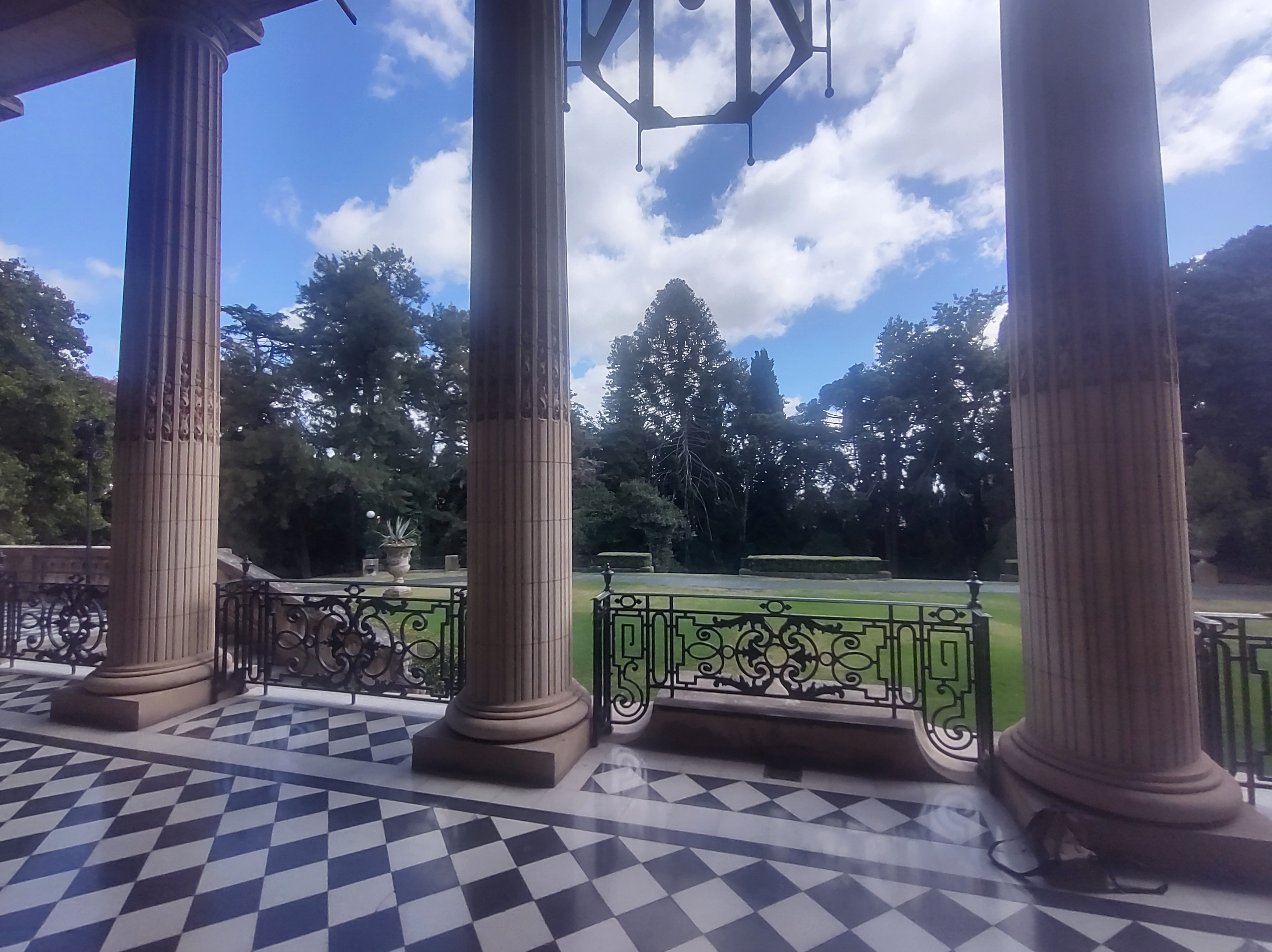